# Pepeu Gomes
Pepeu Gomes, nome completo Pedro Anibal de Oliveira Gomes (Salvador, 7 febbraio 1952), è un cantante, compositore e chitarrista brasiliano.

## Discografia

### Singoli
- (1978) Geração do som (CBS)
- (1979) Na terra a mais de mil (Elektra/WEA)
- (1980) Ao vivo em Montreux (Elektra/WEA)
- (1981) Pepeu Gomes (WEA)
- (1982) Um raio laser (WEA)
- (1983) Masculino e feminino (CBS)
- (1985) Energia positiva (CBS)
- (1988) Pepeu Gomes (WEA)
- (1989) On the Road (WEA)
- (1990) Moraes e Pepeu (WEA)
- (1990) Moraes e Pepeu - Ao Vivo no Japão (WEA)
- (1993) Pepeu Gomes (Warner Music)
- (1998) Pepeu Gomes - 20 anos discografia instrumental (Natasha)
- (1999) Meu coração (Trama)
- (2004) De Espirito em Paz - Ao Vivo (Som Livre)
- (2011) Eu não procuro o som (Warner Music)

### Con Novos Baianos
- (1970) É Ferro na Boneca (RGE)
- (1972) Acabou Chorare (Som Livre)
- (1973) Novos Baianos F.C. (Continental)
- (1974) Novos Baianos (Continental)
- (1974) Vamos pro Mundo (Som Livre)
- (1976) Caia na Estrada e Perigas Ver (Tapecar)
- (1977) Praga de Baiano (Tapecar)
- (1978) Farol da Barra (CBS)
- (1997) Infinito Circular (Globo/Polydor)

### Collaborazioni
- (1971) Barra 69 - Caetano e Gil Ao Vivo na Bahia|Barra 69 - Caetano Veloso e Gilberto Gil
- (1971) Fa-Tal - Gal a Todo Vapor|Fa-tal: Gal a todo Vapor - Gal Costa
- (1978) O que vier eu traço - Baby Consuelo
- (1978) Ao Vivo Em Montreux - Gilberto Gil
- (1978) Cauim - Ednardo
- (1978) Feitiço - Ney Matogrosso
- (1978) Mata Virgem - Raul Seixas
- (1979) Pra Enlouquecer|Pra enlouquecer - Baby Consuelo
- (1979) Seu Tipo - Ney Matogrosso
- (1979) A Peleja do Diabo com o Dono do Céu (tracce: "Jardim das Acácias") - Zé Ramalho
- (1980) Ao Vivo Em Montreux - Baby Consuelo
- (1981) Canceriana Telúrica - Baby Consuelo
- (1982) Cósmica - Baby Consuelo
- (1984) Kryshna Baby - Baby Consuelo
- (1985) Sem pecado e sem juízo - Baby Consuelo
- (1995) Morena - Simone Moreno
- (1996) Feijão com Arroz - Daniela Mercury
- (1997) 50 Carnavais - Moraes Moreira
- (1997) Baioque - Elba Ramalho
- (2005) Óleo Sobre Tela - Mú Carvalho
- (2012) Ao Vivo em Floripa - Victor & Leo